# Plac Pod Lipami w Katowicach
Plac Pod Lipami w Katowicach – plac miejski w Katowicach, położony na terenie dzielnicy Giszowiec, którego nazwa pochodzi od znajdujących się dookoła niego lip. Stanowi on środkową część powstałego wraz z nim zabytkowego osiedla patronackiego Giszowiec, wybudowanego w latach 1907–1910, autorstwa Emila i Georga Zillmannów. Przy nim zlokalizowano obiekty użyteczności publicznej osiedla: dom nadleśniczego wraz z siedzibą nadleśnictwa, gospodę, szkołę, konsum oraz urząd obszaru dworskiego. Cały układ urbanistyczny osiedla wraz z placem Pod Lipami jest wpisany do rejestru zabytków.

## Historia

### Powstanie placu i okres do 1922 roku

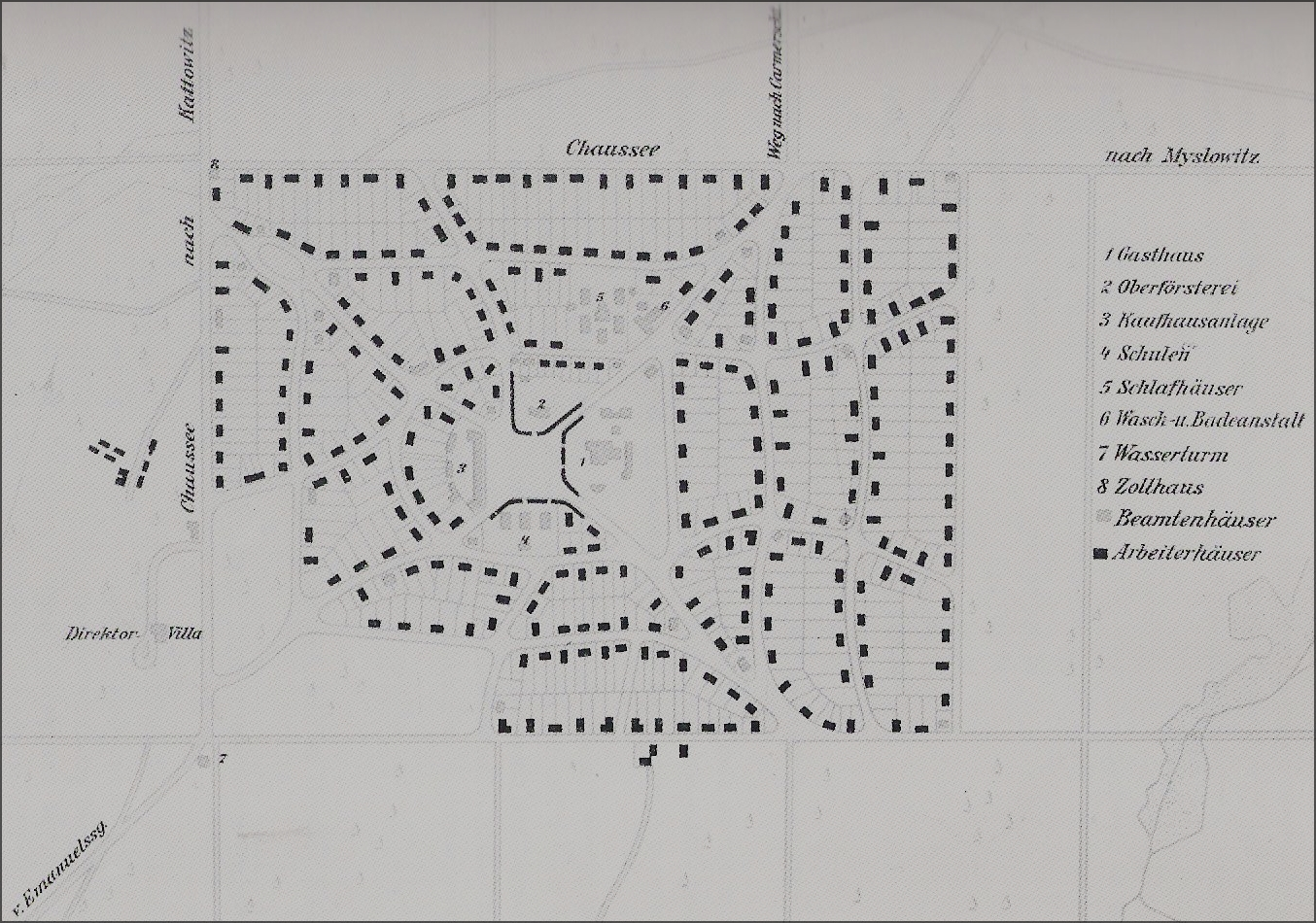
Pierwotny projekt osiedla robotniczego Giszowiec z 1910 roku, różniący się nieco od powstałego później osiedla; w centrum projektowanego osiedla znajduje się obecny plac Pod Lipami

Obecny plac Pod Lipami powstał wraz z wybudowanym w latach 1907–1910 osiedlem patronackim Giszowiec, które powstało z inicjatywy ówczesnego dyrektora spółki Georg von Giesches Erben – Antona Uthemanna dla pracowników znajdującej się w pobliżu kopalni „Giesche” (późniejszy „Wieczorek”). Projektowanie osiedla zlecono architektom z Charlottenburga – Emilowi i Georgowi Zillmannom.
Placowi w 1910 roku nadano nazwę Ring (pol. Rynek), lecz na pocztówkach z tamtego okresu widnieje też nazwa Marktplatz (pol. plac Targowy). Ówczesny Ring został zaprojektowany jako centralny plac, z którego wychodziły wówczas cztery główne ulice osiedla. Wokół Ringu biegła Ringstraße, od której promieniście rozchodziły się ulice. W nocy Ring oświetlało kilkanaście lamp łukowych, umieszczonych na słupach.
Od początku stanowił on centralny punkt osiedla. Przy Ringu zlokalizowano większość obiektów użyteczności publicznej dla mieszkańców nowego osiedla: po stronie wschodniej gospodę wraz ze stajniami i wozownią, po stronie północnej dom nadleśniczego, po południowej kompleks budynków szkoły, a po zachodniej konsum. Parcele tych budynków, prócz konsumu, zostały wówczas otoczone parkanami z drewnianych sztachet, osadzonych pomiędzy otynkowanymi słupami. Tworzyły one jednocześnie pierzeje placu z trzech stron prócz zachodniej, gdzie znajdował się konsum.
Budowa tych budynków miała wówczas na celu pełne usamodzielnienie gospodarcze i kulturalne osiedla, natomiast do usamodzielnienia politycznego doszło 13 maja 1907 roku, przez powołanie nowego obszaru dworskiego. Wybudowano przy obecnym placu Pod Lipami również gmach urzędu obszaru dworskiego, zlokalizowany między konsumem a domem nadleśniczego. Pracowali tam urzędnicy obsługujący różne agendy administracji obszaru dworskiego Giszowiec. Na fasadzie umieszczono pomnik Ottona von Bismarcka, stylizowanego na rycerza Rolanda.
Od 1910 roku w każdą środę na giszowieckim rynku organizowano cotygodniowy targ. Na targu sprzedawano m.in. mięso, ryby, owoce, warzywa, kwiaty, warzywa, nabiał oraz wyroby drewniane i konopne.

### Lata międzywojenne i okres II wojny światowej

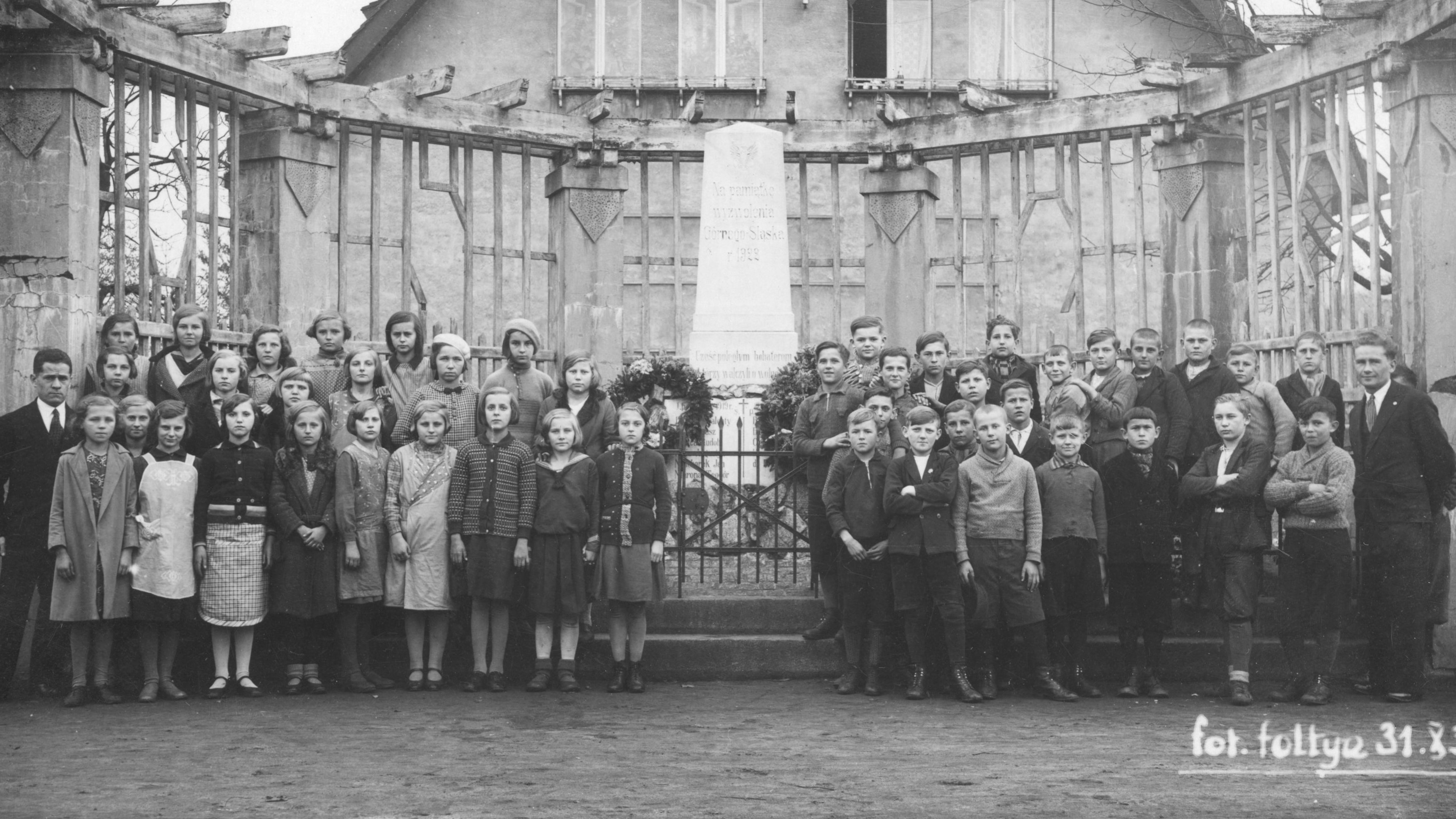
Uczniowie szkoły powszechnej przed obeliskiem poświęconym powstańcom śląskim przy obecnym placu Pod Lipami w 1934 roku

Po przyłączeniu części Górnego Śląska do Polski w 1922 roku, ówczesny Ring został przemianowany na plac Tadeusza Kościuszki, a w późniejszym czasie na Rynek. Polskie organizacje w Giszowcu zaczęły zabiegać o ustawienie w niszy w murze przy budynku szkoły na giszowieckim rynku obelisku upamiętniającego powstańców śląskich. W tym celu zwrócili się do spółki Georg von Giesches Erben o dofinansowanie budowy. Pomnik powstał w tym miejscu dopiero w 1925 roku. W czerwcu 1922 roku w przylegającym do Rynku budynku urzędu dworskiego wynajęto mieszkanie komisarzowi Policji Województwa Śląskiego.
W rezolucji Towarzystwa Czytelni Ludowych z 6 marca 1923 roku domagano się m.in. usunięcia pomnika Bismarcka z elewacji budynku administracyjnego. W pewnym momencie odrąbano mu głowę, a w 1933 roku ustawiono na nim głowę Jana III Sobieskiego.
Dnia 4 września 1939 roku, w wyniku inwazji wojsk III Rzeszy na Polskę, Giszowiec znalazł się pod okupacją niemiecką. Likwidowano wszelkie ślady polskości – rozebrano m.in. stojący przy placu obelisk ku czci powstańców śląskich. W latach niemieckiej okupacji Polski (lata 1939–1945) plac przemianowano na Hermann Göringplatz.

### Okres Polski Ludowej

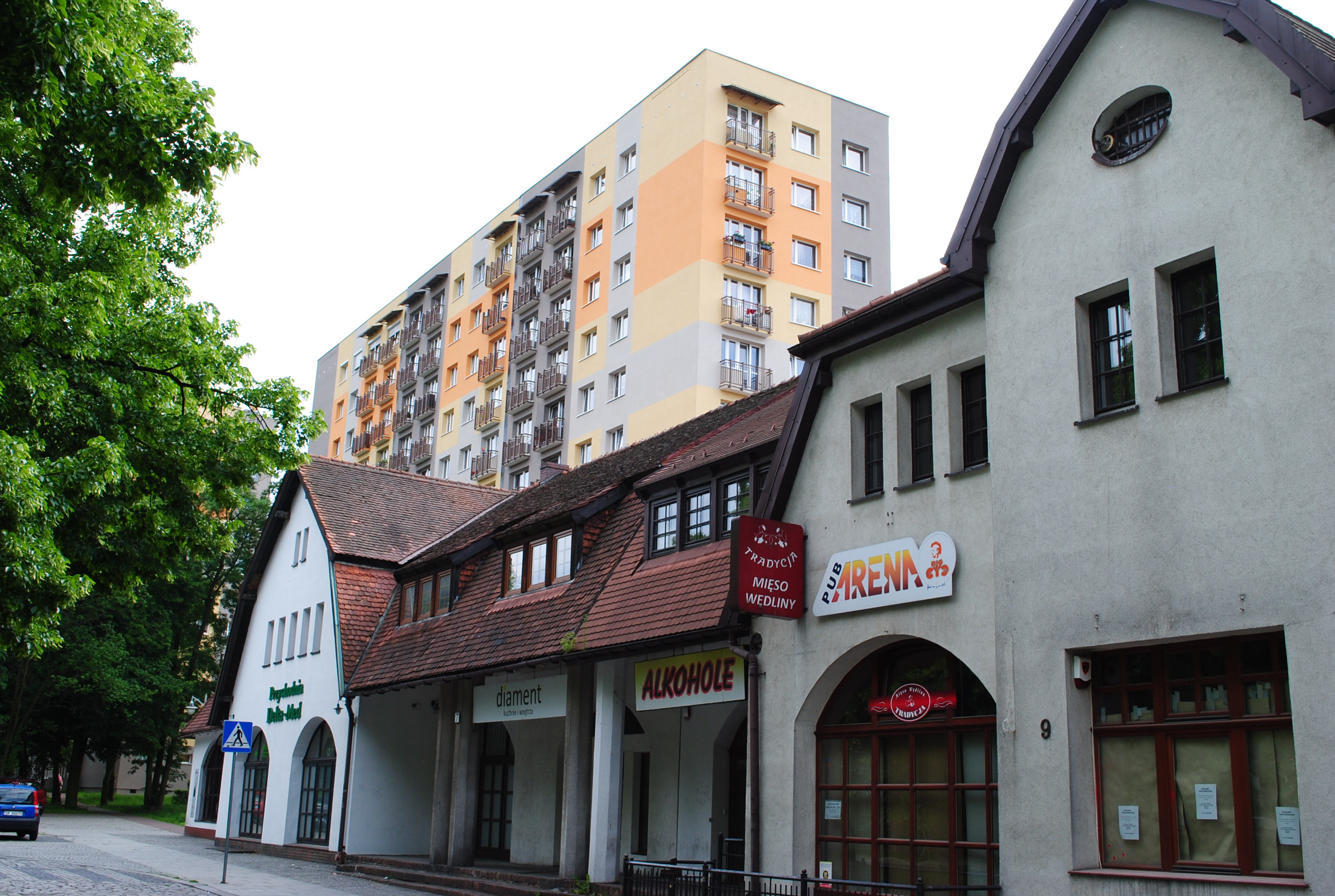
Konsum przy placu Pod Lipami 7-10; na drugim planie powstały w 1978 roku blok przy ul. Wojciecha 53-53b

Po zakończeniu II wojny światowej i przejęciu władzy przez władze komunistyczne w 1945 roku, nastąpiła repolonizacja życia publicznego. W miejscu zniszczonego przez Niemców obelisku powstała tablica pamiątkowa poświęcona poległym powstańcom śląskim oraz zamordowanym w czasie II wojny światowej mieszkańcom Giszowca. W 1955 roku prowizoryczną tablicę zastąpiono solidnym, granitowym monumentem. Plac został przemianowany początkowo na Rynek, a od 2 marca 1945 roku nadano mu nazwę placu Czerwonych, którą plac nosił do 24 marca 1991 roku.
W 1960 roku dawny dom nadleśniczego przekształcono w przedszkole. W związku z powstaniem kopalni „Staszic” w 1964 roku władze kopalni oraz lokalni działacze PZPR nalegali, by mieszkania dla górników zaczęto budować przy kopalni. Pod koniec lat 60. XX wieku podjęto decyzję o wyburzeniu osiedla patronackiego na rzecz nowego osiedla mieszkaniowego. Na terenie ówczesnego placu Czerwonych zaplanowano budowę kina i domu kultury. W połowie lat 70. XX wieku sprawą osiedla górniczego zainteresowały się konserwatorzy zabytków i 18 sierpnia 1978 roku rejon placu Czerwonych wpisano do rejestru zabytków, co spowodowało zaniechanie planów przekształcenia placu i wyburzeniu wokół nich budynków. Wpisano wówczas do rejestru m.in. budynki szkolne, gmach administracyjny, dom nadleśniczego i gospodę. Wpis ten nie uchronił natomiast od wyburzenia dawnego budynku administracyjnego obszaru dworskiego Giszowiec.
Według mapy z 1973 roku, przez ówczesny plac Czerwonych kursowały autobusy transportu miejskiego, które dojeżdżały z północno-zachodniej i północno-wschodniej strony. Plac ten był również ostatnim przystankiem dla linii nr 163. Według mapy z 1980 roku autobusy docierały już z jednej strony – z ówczesnej ulicy Ernsta Thälmanna. Były to ówczesne linie: 12, 72 i 163. Na placu Czerwonych znajdował się też wówczas postój taksówek. Na mapie z 1985 roku autobusy już nie kursowały do placu – pozostał natomiast postój taksówek. W 1986 roku nieopodal placu oddano do użytku budynek Ośrodka Rehabilitacyjno-Wychowawczego im. dr Marii Trzcińskiej-Fajfrowskiej. Była to wówczas pierwsza tego typu placówka w Polsce.

### Okres po 1989 roku

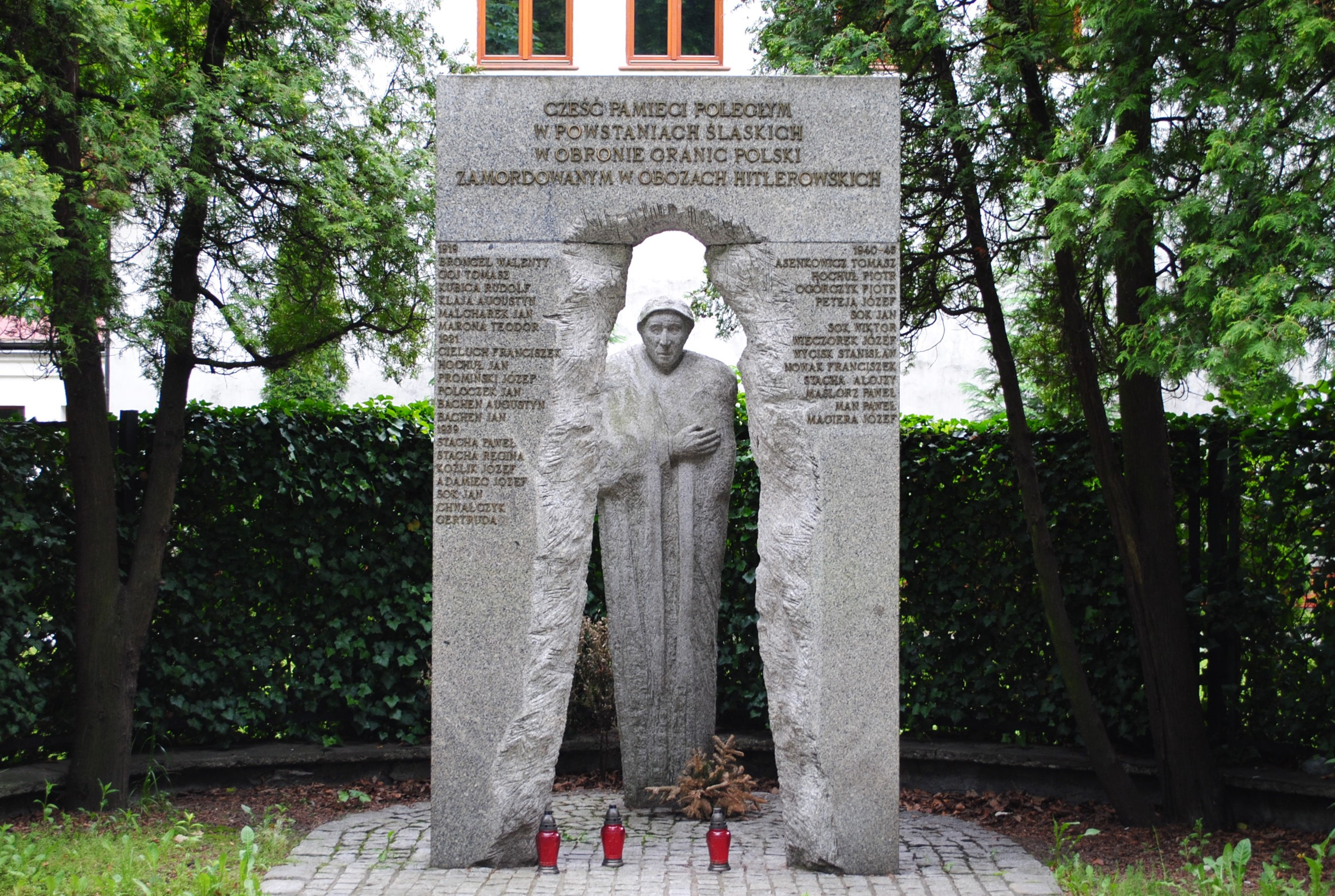
Pomnik poświęcony ofiarom powstań śląskich oraz poległym i zamordowanym w czasie II wojny światowej autorstwa Jacka Sarapaty, powstały w 2001 roku

Na mocy uchwały Rady Miejskiej w Katowicach, 25 marca 1991 roku przemianowano nazwę placu na obecną – plac Pod Lipami. Dnia 12 października 1993 roku przy ulicy Przyjaznej 7 oddano częściowo do użytku nowy budynek szkoły, do którego przeniosła się zajmująca dotychczas starą szkołę Szkoła Podstawowa nr 51. W 2001 roku stanął pomnik poświęcony ofiarom powstań śląskich oraz poległym i zamordowanym w czasie II wojny światowej autorstwa Jacka Sarapaty. W 2002 roku z budynków dawnej szkoły wyprowadzili się ostatni mieszkańcy. Nowy właściciel wykonał remont generalny kompleksu. W latach 2003–2005 miasto Katowice dokonało renowacji znajdującej się przy placu budynku dawnej gospody. Zmodernizowano również budynki dawnej stajni, w której obecnie znajduje się Izba Śląska (Gawlikówka). 7 stycznia 2006 roku odbyła się oficjalna uroczystość otwarcia filii nr 2 Miejskiego Domu Kultury „Szopienice-Giszowiec” w budynku dawnej gospody. W 2011 roku dokonano kapitalnego remontu elewacji budynku przedszkola.
17 listopada 2014 roku Miejski Zarząd Ulic i Mostów Katowicach ogłosił przetarg na przebudowę placu Pod Lipami. Informację o wyborze najkorzystniejszej oferty ogłoszono 15 grudnia tego samego roku. Wartość robót wynosiła blisko 3,1 mln złotych i wykonano je do połowy 2015 roku. W ramach przebudowy placu wymieniono nawierzchnię jezdni i chodników, a także wykonano miejsca postojowe. Chodniki zostały wyłożone granitowymi płytami, a jezdnia i miejsca postojowe z kotki granitowej i porfirowej kostki kamiennej. Wykonano również nowe oświetlenie. 31 lipca 2017 roku przy placu Pod Lipami uruchomiono stację rowerów miejskich City by bike.

## Opis

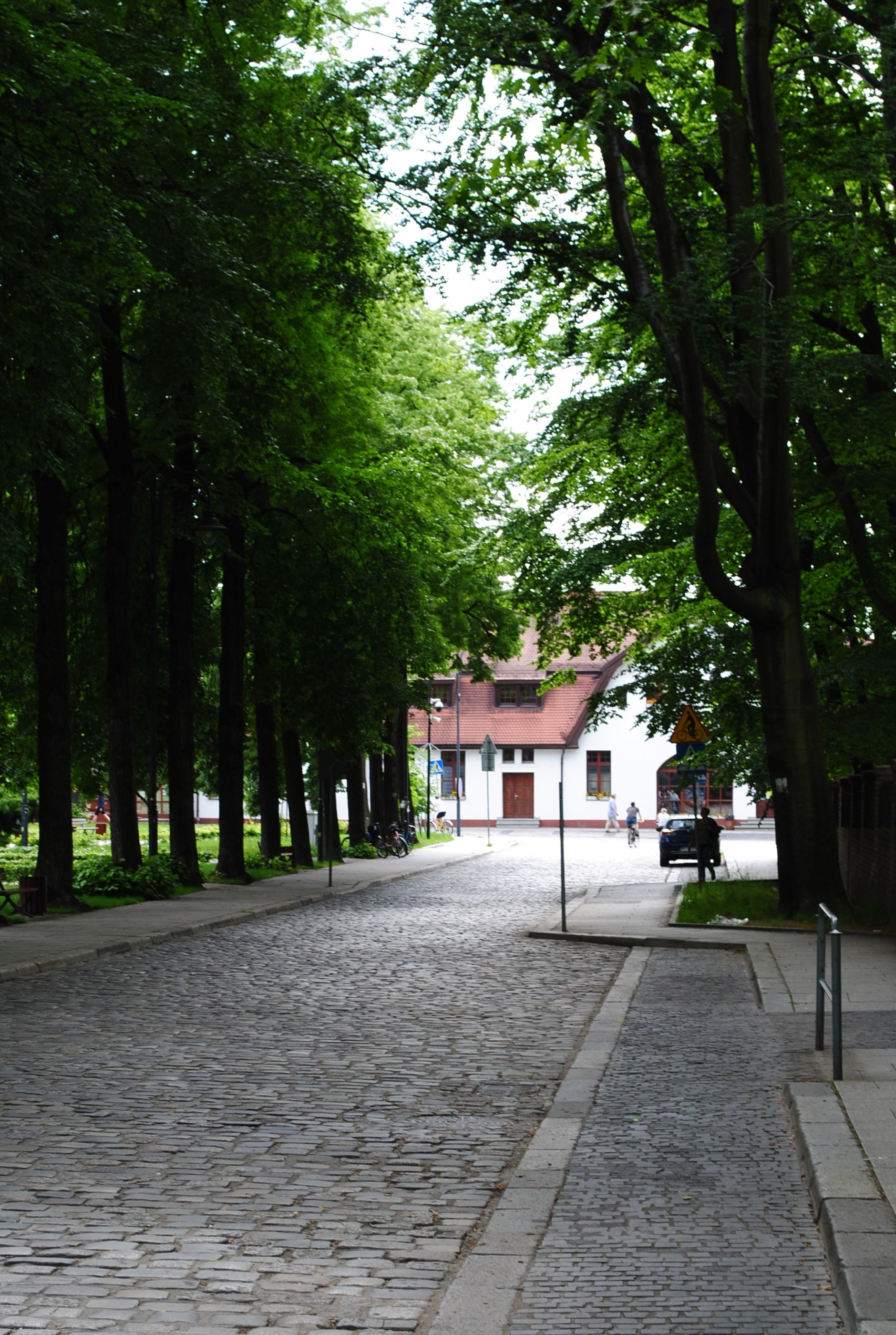
Północna pierzeja placu; szpaler lip oddziela teren zielony od jezdni

Plac Pod Lipami jest centralną częścią osiedla patronackiego i dzielnicy Giszowiec w Katowicach. Powstał on na planie prostokąta. Obwód placu wynosi 410 m, a jego dłuższy bok 135 m. Łączna powierzchnia placu, wraz z okalającymi go ulicami, wynosi 9500 m². Z placu, w północno-wschodniej części wychodzi ulica Gościnna, a z południowo-wschodniej ulica Barbórki. Jezdnia na placu Pod Lipami posiada nawierzchnię z kostki granitowej, miejsca parkingowe są z kostki granitowej i porfirowej kostki kamiennej, natomiast chodniki z płyt granitowych. Plac jest objęty monitoringiem w ramach Katowickiego Inteligentnego Systemu Monitoringu i Analizy. Zlokalizowana jest tu jedna kamera obrotowa tego systemu.
Plac ten przynależy do dróg gminnych o klasie drogi dojazdowej. Jest on w administracji Miejskiego Zarządu Ulic i Mostów w Katowicach. W systemie TERYT plac widnieje pod numerem 50452. Kod pocztowy 21 adresów mieszczących się przy placu to 40-476. Przy placu Pod Lipami 31 grudnia 2014 roku było zameldowanych 11 osób, a w pierwszym kwartale 2015 roku miało tu siedzibę 19 firm. Wierni rzymskokatoliccy mieszkający przy placu Pod Lipami przynależą do parafii św. Barbary.
Nie dojeżdżają do placu autobusy transportu zbiorowego ZTM. Przy placu znajduje się natomiast stacja rowerów miejskich Metrorower nr 27718. Przez północną część placu przebiega krótki fragment zielonego szlaku turystycznego – Szlak Dwudziestopięciolecia PTTK. Obok budynku byłej szkoły znajduje się pomnik ku czci poległych w powstaniach śląskich i zamordowanych w obozach hitlerowskich w okresie II wojny światowej.

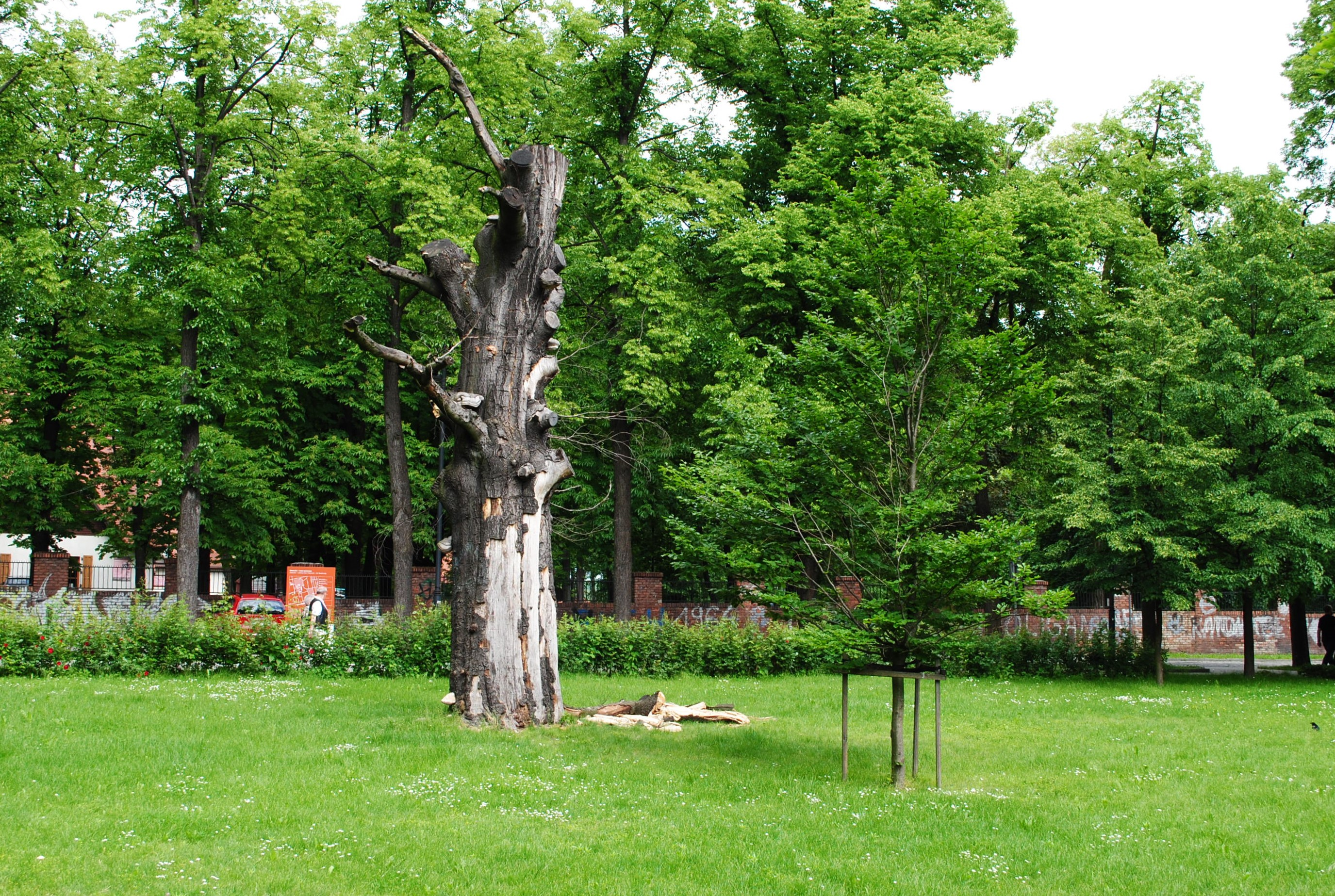
Buk Anton (na drugim planie) i Antonek (z przodu) na placu Pod Lipami w połowie 2020 roku

Wokół placu zlokalizowano większość obiektów użyteczności publicznej. Przy placu mieści się gospoda, którą w latach 2003–2005 zmodernizowano ze środków finansowych miasta. Obok niej znajduje się Gawlikówka (dawna stajnia), w której zlokalizowano galerię malarstwa Ewalda Gawlika. Przy placu znajdują się także trzy dawne budynki szkolne, wydłużony budynek ze sklepami oraz dawna siedziba nadleśnictwa lasów przedsiębiorstwa Georg von Giesches Erben, w którym siedzibę ma obecnie przedszkole. Z placem sąsiaduje od wschodu park Giszowiecki. Plac Pod Lipami jest miejscem organizacji wydarzeń o różnorodnym charakterze, w tym Giszowieckiego Jarmarku Bożonarodzeniowego.
Plac jest terenem zieleni, pełniącym integrującą funkcję w założeniu urbanistycznym mniejszej skali, jakim jest Giszowiec. Rosnące dookoła placu lipy zostały posadzone na początku XX wieku. Lipy te otaczają środek placu ze wszystkich stron. W 2006 roku było ich łącznie 51. Na środku placu rośnie się stary buk, którego obwód wynosi 345 cm, jest on pomnikiem przyrody. W 2010 roku buk otrzymał imię Anton (na cześć jednego z pomysłodawców budowy osiedla Giszowiec – Antona Uthemanna).

## Obiekty zabytkowe i instytucje
| Rodzaj            | Adres                | Nr rej. wpisu                     | Opis / obecne przeznaczenie | Zdjęcie |
| ----------------- | -------------------- | --------------------------------- | --- | ------- |
| Gospoda           | pl. Pod Lipami 1     | A/1229/78 z 18 sierpnia 1978 roku | Dawny budynek gospody, składający się on wówczas z pokoi gościnnych, sali, piwnic i budynku gospodarczego. Obecnie mieści się w nim filia nr 2 MDK „Szopienice-Giszowiec” oraz restauracja „Dworek pod Lipami”.                                               |         |
| Dom nadleśniczego | pl. Pod Lipami 2     | A/1229/78 z 18 sierpnia 1978 roku | Pierwotnie siedziba nadleśnictwa oraz dom nadleśniczego. Obecnie jest to siedziba Miejskiego Przedszkola nr 64 w Katowicach. |         |
| Stajnia           | pl. Pod Lipami 3, 3a | A/1229/78 z 18 sierpnia 1978 roku | Początkowo mieściła się w nim stajnia, pomieszczenia dla woźniców i wozownia. Obecnie Izba Śląska jest częścią Miejskiego Domu Kultury „Szopienice-Giszowiec”, w którym mieści się muzeum i galeria poświęcona Ewaldowi Gawlikowi.                            |         |
| Szkoła            | pl. Pod Lipami 5     | A/1229/78 z 18 sierpnia 1978 roku | Początkowo w budynkach działała powszechna szkoła katolicka. 1 września 1981 roku zainaugurowano w budynku Szkołę Podstawową nr 51, która przeniosła się do nowej placówki w 1993 roku. Obecnie kompleks starej szkoły stanowi centrum biurowo-konferencyjne. |         |
| Konsum            | pl. Pod Lipami 7-10  | A/1290/82 z 20 maja 1982 roku     | W konsumie pierwotnie mieściła się piekarnia, rzeźnik oraz inne sklepy. Obecnie obiekt dalej pełni funkcje usługowo-handlowe, mieszczące w listopadzie 2020 roku m.in. piekarnię, serwis sprzętu AGD, przychodnię czy salon fryzjerski.                       |         |